# Aglaophamus pulcher
Aglaophamus pulcher är en ringmaskart som först beskrevs av Rainer 1990.  I den svenska databasen Dyntaxa används istället namnet Nephtys pulchra. Enligt Catalogue of Life ingår Aglaophamus pulcher i släktet Aglaophamus och familjen Nephtyidae, men enligt Dyntaxa är tillhörigheten istället släktet Nephtys och familjen Nephtyidae. Arten är reproducerande i Sverige. Inga underarter finns listade i Catalogue of Life.